# Туркетиль
Туркетиль (англ. Thurcytel; 907 — июль 975) — настоятель монастыря Кроулэнд, святой Католической церкви. День памяти — 11 июля.
Святой Туркетиль, сын Этельварда (Æthelweard), набожный канцлер короля Англии Эдреда, восстановил в 946 году монастырь Кроулэнд (Crowland), разрушенный датчанами в 870 году. В ту пору были утрачены и, может быть, уничтожены мощи святых Эгбата (Egbat), Татвина (Tatwin), Беортхельма и Этельдрита (Etheldrith). Туркетиль был двоюрным братом правивших друг вслед за другом королей Этельстана, Эдмунда I и Эдреда.
Святой Туркетиль был способным полководцем, который выиграл многие битвы против датских викингов и выручал своих двоюродных братьев в трудные моменты. Утомлённый публичной жизнью, св. Туркетиль передал шестьдесят из своих вотчин королю, а шесть — Кроулэнду, и выплатил все свои долги. Затем он отправился в Кроулэнд, где принял постриг. В 948 году он стал настоятелем. Восстановив здание во всём его великолепии, он был аббатом этого монастыря двадцать семь лет и скончался от лихорадки в 975 году шестидесяти восьми лет от роду.